# ЕБ/Стреймур
«ЕБ/Стреймур» (фар. EB/Streymur) — фарерський футбольний клуб із села Стреймнеса, який виник 1993 року в результаті об'єднання клубів «Ейдіс Больтфелаг» (ЕБ), заснованого 1913 року та «Стреймур», що існував з 1976 року. Виступає у фарерській прем'єр-лізі

## Досягнення
- Чемпіон Фарерських островів (2): 2008, 2012
- Володар кубка Фарерських островів (4): 2007, 2008, 2010, 2011
- Володар суперкубка Фарерських островів (3): 2011, 2012, 2013

## Виступи в єврокубках
| Сезон   | Змагання       | Раунд | Суперник       | Вдома | На виїзді | В сукупності |  |
| ------- | -------------- | ----- | -------------- | ----- | --------- | ------------ |  |
| 2007–08 | Кубок УЄФА     | 1КР   | МюПа           | 1–1   | 0–1       | 1–2          |  |
| 2008–09 | Кубок УЄФА     | 1КР   | Манчестер Сіті | 0–2   | 0–2       | 0–4          |  |
| 2009–10 | Ліга чемпіонів | 2КР   | АПОЕЛ          | 0–2   | 0–3       | 0–5          |  |
| 2010–11 | Ліга Європи    | 1КР   | Кальмар        | 0–3   | 0–1       | 0–4          |  |
| 2011–12 | Ліга Європи    | 2КР   | Карабах        | 1–1   | 0–0       | 1–1 (г)      |  |
| 2012–13 | Ліга Європи    | 1КР   | Гандзасар      | 3–1   | 0–2       | 3–3 (г)      |  |
| 2013–14 | Ліга чемпіонів | 1КР   | Лузітанос      | 5–1   | 2–2       | 7–3          |  |
| 2013–14 | Ліга чемпіонів | 2КР   | Динамо Тбілісі | 1–3   | 1–6       | 2–9          |  |